# Willow Springs, Illinois
Willow Springs är en ort i Cook County, och  DuPage County, i delstaten Illinois, USA. Orten hade 5 524 invånare vid folkräkningen år 2010.